# Drusilla caputserpentis
Drusilla caputserpentis (лат.) — вид жуков-стафилинид рода Drusilla из подсемейства Aleocharinae.

## Распространение
Юго-Восточная Азия: Сабах (остров Калимантан, Малайзия).

## Описание
Мелкие коротконадкрылые жуки, длина около 7 мм. Переднеспинка и надкрылья матовые, остальная часть тела блестящая. Голова черновато-коричневая, переднеспинка и надкрылья коричневые, брюшко желтовато-красное, задний край первого-четвертого свободных тергитов брюшка коричневый, пятый свободный тергит красновато-коричневый, усики черновато-коричневые с двумя базальными члениками красновато-коричневыми и вершиной одиннадцатого желтого цвета, ноги желтовато-красные. Второй членик усика короче первого, третий длиннее второго, четвертый-десятый длиннее ширины. Глаза короче заглазничной области, если смотреть сверху. Сетчатость передней части тела очевидна, брюшко очень поперечное и поверхностное. Антенны относительно длинные. Переднеспинка длиннее ширины, с широкой центральной бороздкой. Голова относительно небольшая и округлая, с чётко выраженной шеей и с очень коротким затылочным швом, оканчивающимся проксимальнее щеки.

## Систематика
Вид был впервые описан в 2014 году итальянским энтомологом Роберто Пачэ (1935—2017). Новый вид также похож на Drusilla perdensa из Таиланда, отличаясь строением гениталий.  Вид и род относят к подтрибе Myrmedoniina в составе трибы Lomechusini.